# 우주에 있어서 인간의 위치
우주에서 인간의 위치(Die Stellung des Menschen im Kosmos)는 막스 셸러의 저술이다.

## 설명
‘철학적 인간학(philosophische Anthropologie)’의 창시자인 막스 셸러의 사상을 매우 압축적으로 드러낸다. 작자의“인간이란 무엇인가”는 종래의 이성처럼 새로운 철학적 물음을 형성하는 근본 전제에 대한 것이 아니라 다른 전문 과학에서 말하는 ‘인간’이라는 말의 보편적 의미와 존재 성격이 무엇인가를 묻고 있는 것이다. 종래의 전혀 이질적인 것으로 간주되어 온 철학과 과학을 인간이라는 하나의 사실을 매개로 해서 오늘날 새롭게 종합하려는 시도를 엿볼 수 있다.
철학적 인간학이란 의미상 ‘인간에 관한 철학적 고찰’을 가리킨다. 인간에 대한 물음은 인간의 근본 특징에 대한 것이며, 역사적으로 볼 때 철학은 이러한 인간의 근본 특징을 전제하지 않은 적이 한 번도 없었다. 그러나 셸러는 오늘날 문제 제기되는 철학적 인간학이 종래의 ‘인간론(Menschenslehre)’과는 다르다고 분명히 선을 긋는다. 종래의 철학에서 설명된 인간의 근본 특징이란 인간의 다른 문제(예를 들어 ‘인식’이나 ‘실천’의 문제)를 해결하기 위해 요청된 근본 전제였다. 철학적 인간학의 개념을 이해하기 위해서는 먼저 ‘철학적’이라는 말과 ‘인간학’이라는 말을 분리해서 생각해 볼 필요가 있다. 인간학이란 본래 ‘동물학(Zoologie)’의 한 갈래인 사실과학의 분과를 가리키는 말이고, 종래의 철학적으로 다뤄져 온 인간론과는 전혀 다른 개념이다. 인간이 철학과 과학을 매개하는 새로운 종합이 요구된다는 것이다.
셸러는 현대인이 인간에 관한 개별 과학적 지식과 부분적 이해는 많이 가지고 있지만, 그러면서도 인간에 관한 종합적인 이해, 즉 인간 ‘그 자체’에 대한 전체적이고 통일적인 통찰은 결여하고 있음을 나타낸다. 이러한 인간에 대한 전체적 통찰이 결여된 원인을 셸러는 다음과 같이 분석한다. 즉 오늘날 인간 지성을 대변하는 실증과학은 모든 것을 ‘감각적 소여(sense-data)’로 환원해 봄으로써 인간조차도 한갓 육체에 갇힌 존재로 파악할 따름이다. 여기서 종래의 절대자로 취급되어 온 ‘신’은 공허한 반향(反響)일 뿐이고, 오히려 실증과학은 유한한 사물과 선을 절대자의 위치로 고양시킴으로써 이로부터 물신숭배 또는 우상숭배가 나타나게 되었다. 바로 이러한 물신숭배로부터 벗어나 인간을 실증과학의 한계에서 구원하는 것이야말로 셸러가 지향하는 철학적 인간학의 당면 목표이고, 이 목표를 수행해 가는 가운데 인간 그 자체의 전체성도 회복된다는 것이 철학적 인간학의 주요 쟁점이다. 이에 따르면 인간이란 단순히 육체적 존재도, 신의 피조물도 아니다. 다시 말하면 인간의 존재는 세계와 신 사이에 위치해 있기 때문에, 세계와 인간, 신의 3자 관계를 충분히 설명할 수 있을 때에만 비로소 인간의 전체성도 회복된다는 것이다. 이와 같이 셸러는 세계·인간·신의 3자 관계의 해명을 통해 철학적 인간학을 구축하려 했다.
셸러는 그의 저서 여러 곳에서 ‘철학적 인간학’에 관한 종합적인 고찰을 담은 저서의 출간을 예고하고 있다. 그러나 1928년 돌연 죽음을 맞이하게 됨으로써 죽기 3주일 전에 단행본으로 출간된 ≪우주에서 인간의 위치≫가 그의 철학적 인간학을 파악할 수 있는 유일한 단서다. 이 책은 본래 1927년 카이절링(Keyserling) 백작이 주관하는 ‘지혜 학교(Schule der Weisheit)’에서 행한 강연을 토대로 한 것이다. 그런 만큼 비교적 짧은 문장으로 기술되어 있다. 그러나 그의 사상이 모두 압축적으로 표현되어 있기 때문에 일반 독자가 사전 지식 없이 읽기에는 상당히 까다로운 책이다.
칸트 철학과 후설의 현상학을 말하는 사람이라면, 누구나 한번쯤은 셸러에 대해 언급한다. 그러나 셸러의 사상을 한마디로 표현하기란 매우 어렵다. 그 이유는 셸러의 저작 속에는 윤리학과 종교철학, 세계관학, 지식사회학, 철학적 인간학 등에 관한 그의 방대한 철학적 관심이 서로 교차하면서 또한 박학다식한 필치로 아무 여과 없이 전개되고 있기 때문이다.

## 판본
≪우주에서 인간의 위치≫라는 이 책은 1928년에 독일 다름슈타트(Darmstadt)의 라이흘(O. Reichl) 출판사에서 초판이 나온 이후, 1929년에 재판, 1930년에 3판이 출판되었다. 그러나 나치에 의해 출판 금지되었다가 1947년에 뮌헨(Munchen)의 님펜부르거(Nymphenburger) 출판사에 의해 4판과 5판이 나왔고, 다시 1962년에는 스위스 베른(Bern)의 프랑케(Francke) 출판사에서 6판과 7판이 나왔다. 특히 7판은 셸러의 세 번째 부인인 마리아 셸러(Maria Scheler)와 프링스(Manfred S. Frings)가 교정하고 보완한 책이다. 그리고 8판은 1975년에 출간된 셸러 전집 제9권(7∼71쪽)에 수록되어 있는데, 셸러의 다른 저서에 비해 분량은 얼마 되지 않는다. 이 책은 일찍이 우리나라에도 번역 소개되었는데, ≪철학적 인간학≫(신상호 역, 정음사, 1975), ≪인간의 지위≫(최재희 역, 박영사, 1976), ≪교육학과 인간학≫(하영석·허재윤 역, 형설출판사, 1977), ≪우주에서 인간의 지위≫(진교훈 역, 아카넷, 2001) 등 네 종류가 있다.
- 이을상 역, 지만지 2012, ISBN 9788966802715